# Liste der Monuments historiques in Sivry-sur-Meuse
Die Liste der Monuments historiques in Sivry-sur-Meuse führt die Monuments historiques in der französischen Gemeinde Sivry-sur-Meuse auf.

## Liste der Objekte
| Bezeichnung                     | Beschreibung | Standort                     | Kennzeichnung | Schutzstatus | Datum | Bild |
| ------------------------------- | --- | ---------------------------- | ------------- | ------------ | ----- | ---- |
| Uniform eines Kirchenschweizers | Gehrock, Weste, Hose, Zweispitz, Hellebarde und Streitkolben; Stoff, Holz, Messing, Ende des 19. Jahrhunderts   | in der Kirche St-Remi (Lage) | PM55002365    | Inscrit      | 1999  |      |
| Pantaleon-Reliquiar             | Messing, versilbert, Anfang des 19. Jahrhunderts; im Centre départemental d’art sacré in Saint-Mihiel deponiert | in der Kirche St-Remi (Lage) | PM55002366    | Inscrit      | 1998  |      |